# 安哈爾特自由邦
安哈爾特自由邦（德語：Freistaat Anhalt）是安哈爾特公爵在1918年11月12日退位之後取代安哈爾特公國的一個行政區劃，也是魏瑪共和國行政區劃之一。1933年納粹掌權之後，安哈爾特自由邦被實施上廢除。二戰之後，安哈爾特自由邦與薩克森邦的部分地區合併，被劃入蘇聯佔領區。現在安哈爾特自由邦的大部分地區屬於萨克森-安哈尔特州。

## 外部連結
- （德文） More statistical information （页面存档备份，存于）
- （德文） Further historical details （页面存档备份，存于）